# Okazja
Okazja – polski serial komediowy zrealizowany w latach 2005–2006, emitowany od 23 października 2005 do 21 kwietnia 2006. Liczy 20 odcinków, chociaż początkowo planowano zrealizować ich 29. Trzy pilotowe odcinki pod tytułem Sublokatorzy powstały w 2004 na zlecenie Polsatu, który po ich emisji nie zdecydował się na realizację dalszej części serialu.

## Emisja
Serial emitowany był w TVP1 o 18.25 najpierw w niedziele (w 2005), później w piątki (w 2006). TVP zrezygnowała z emisji odcinka nr 16 pt. Siostra Magdalena i nigdy go już nie pokazała. W premierowej emisji zmieniła kolejność ostatnich trzech odcinków. W powtórkowych emisjach od 2009 numeracja odcinków została skorygowana. Serial powtarzany jest cyklicznie w TVP1, TVP2, TVP Polonia i TVP Seriale.
W 2014 serial emitowany był na kanale ATM Rozrywka, włącznie z pominiętym przez TVP odcinkiem pt. Siostra Magdalena, który otrzymał w tej stacji nr 20. Numeracja pozostałych odcinków jest zgodna z kolejnością premierowych emisji w TVP1.

## Fabuła
Serial osadzony jest w realiach współczesnej Polski. Obnaża przywary polskiego społeczeństwa, choć ukazuje też nasze lepsze cechy charakteru. Bohaterami są przedstawiciele rozmaitych środowisk, mający różny pogląd na świat, odmiennie postrzegający nową polską rzeczywistość. Choć pozornie wszystko ich dzieli, okazuje się, że także wiele ich łączy.
Główni bohaterowie pochodzą z różnych stron Polski i przyjeżdżają do Warszawy. Wskutek zaskakującego biegu zdarzeń pod jednym dachem zamieszkują: polityk, ksiądz, handlarz podróbkami na stadionie, pracownica straży miejskiej i dziewczyna z pizzerii. Wszyscy padli ofiarą agenta oszusta.

## Obsada
- Sławomir Orzechowski – jako poseł Wiesław Słoma z Prabut
- Tomasz Karolak – jako Staszek, biznesmen z Grójca
- Marcin Sztabiński – jako ksiądz Wojciech Szwarc z Krakowa
- Monika Dryl – jako Kasia z Kożuchowa, strażniczka miejska
- Ewa Konstancja Bułhak – jako Hela z Kożuchowa
- Radosław Pazura – jako agent nieruchomości
- Leon Charewicz – jako dzielnicowy
- Michał Piela – jako policjant
- Jacek Radziński – jako komisarz
- Wojciech Duryasz – ksiądz rektor
- Adam Krawczuk – jako robotnik

## Spis odcinków[2][3]
| Nr | Nr | Nr | Data premiery | Tytuł                            | Czas trwania odcinka |
| -- | -- | -- | ------------- | -------------------------------- | -------------------- |
|    |    |    |               |                                  |                      |
| 1  | 1  | 1  | 23.10.2005    | Rolna 46                         | 23 min 33 sek        |
|    |    |    |               |                                  |                      |
| 2  | 2  | 2  | 30.10.2005    | Mafijne porachunki               | 25 min 15 sek        |
|    |    |    |               |                                  |                      |
| 3  | 3  | 3  | 06.11.2005    | Logistyka i planowanie           | 23 min 36 sek        |
|    |    |    |               |                                  |                      |
| 4  | 4  | 4  | 13.11.2005    | Włam                             | 24 min 24 sek        |
|    |    |    |               |                                  |                      |
| 5  | 5  | 5  | 20.11.2005    | Prezydent wszystkich mieszkańców | 23 min 34 sek        |
|    |    |    |               |                                  |                      |
| 6  | 6  | 6  | 27.11.2005    | U siedmiu diabłów                | 23 min 45 sek        |
|    |    |    |               |                                  |                      |
| 7  | 7  | 7  | 04.12.2005    | Safari                           | 25 min 37 sek        |
|    |    |    |               |                                  |                      |
| 8  | 8  | 8  | 11.12.2005    | Noł Spik Englisz                 | 25 min 42 sek        |
|    |    |    |               |                                  |                      |
| 9  | 9  | 9  | 18.12.2005    | Wigilia zastępcza                | 25 min 44 sek        |
|    |    |    |               |                                  |                      |
| 10 | 10 | 10 | 13.01.2006    | Kredyt w Rympał Banku            | 23 min 49 sek        |
|    |    |    |               |                                  |                      |
| 11 | 11 | 11 | 20.01.2006    | Trzecia płeć                     | 24 min 09 sek        |
|    |    |    |               |                                  |                      |
| 12 | 12 | 12 | 27.01.2006    | Pranie mózgu                     | 23 min 43 sek        |
|    |    |    |               |                                  |                      |
| 13 | 13 | 13 | 03.02.2006    | Dżoger                           | 25 min 20 sek        |
|    |    |    |               |                                  |                      |
| 14 | 14 | 14 | 10.02.2006    | Bożenka                          | 25 min 26 sek        |
|    |    |    |               |                                  |                      |
| 15 | 15 | 15 | 17.03.2006    | Romantyczność nagła              | 24 min 58 sek        |
|    |    |    |               |                                  |                      |
| 17 | 16 | 16 | 24.03.2006    | Rozumny szałem                   | 26 min 09 sek        |
|    |    |    |               |                                  |                      |
| 19 | 18 | 17 | 31.03.2006    | Niemoralna propozycja            | 25 min 10 sek        |
|    |    |    |               |                                  |                      |
| 20 | 19 | 18 | 07.04.2006    | Manewry miłosne                  | 25 min 36 sek        |
|    |    |    |               |                                  |                      |
| 18 | 17 | 19 | 21.04.2006    | Urodziny Wieśka                  | 25 min 32 sek        |
|    |    |    |               |                                  |                      |
| 16 | –  | 20 | 07.03.2014    | Siostra Magdalena                | ?? min?? sek         |